# Mukharby Kirzhinov
Moukharby Norbiyevitch Kirzhinov (en russe : Мухарби Нурбиевич Киржинов), né le 1er janvier 1949 à Koshekhabl, dans la république d'Adyguée, est un haltérophile soviétique. 
Il a remporté la médaille d'or dans la catégorie des poids légers (60-67.5 kg) aux Jeux olympiques d'été de 1972 à Munich, en s'imposant devant le Bulgare Mladen Kuchev . il est également double champion du monde et quadruple champion d'URSS.
Il a établi quatre records du monde entre 1972 et 1975.
Il a été nommé Maître émérite des sports de l'URSS en 1972.